# Rasmus Lindgren
Rasmus Lindgren (* 29. November 1984 in Landskrona) ist ein ehemaliger schwedischer Fußballspieler. Er debütierte im November 2008 in der schwedischen Nationalmannschaft.

## Werdegang

### Anfänge in Schweden
Lindgren kam 2001 zu Landskrona BoIS. Dort spielte er zunächst in der Jugend. In der Spielzeit 2002 rückte er in den Allsvenskanskader des im Abstiegskampf befindlichen Klubs auf. Zwar trainierte er regelmäßig mit der Wettkampfmannschaft, kam aber nicht zum Einsatz. Dennoch hatte sich das Talent Lindgrens herumgesprochen und der niederländische Rekordmeister Ajax Amsterdam lud den Mittelfeldspieler im November des Jahres zum Probetraining für die U23-Mannschaft des Traditionsvereins ein. Dort konnte er überzeugen und unterschrieb einen Anderthalbjahresvertrag, Ajax zahlte 1,5 Millionen schwedische Kronen Ausbildungsentschädigung an seinen alten Verein. Am 27. April 2004 debütierte das Nachwuchstalent beim 2:0-Auswärtserfolg bei der kroatischen U21-Nationalmannschaft in der schwedischen U21-Auswahl. In den folgenden Spielen konnte er sich im Kader der Auswahlmannschaft etablieren.

### Zeit bei Ajax und FC Groningen

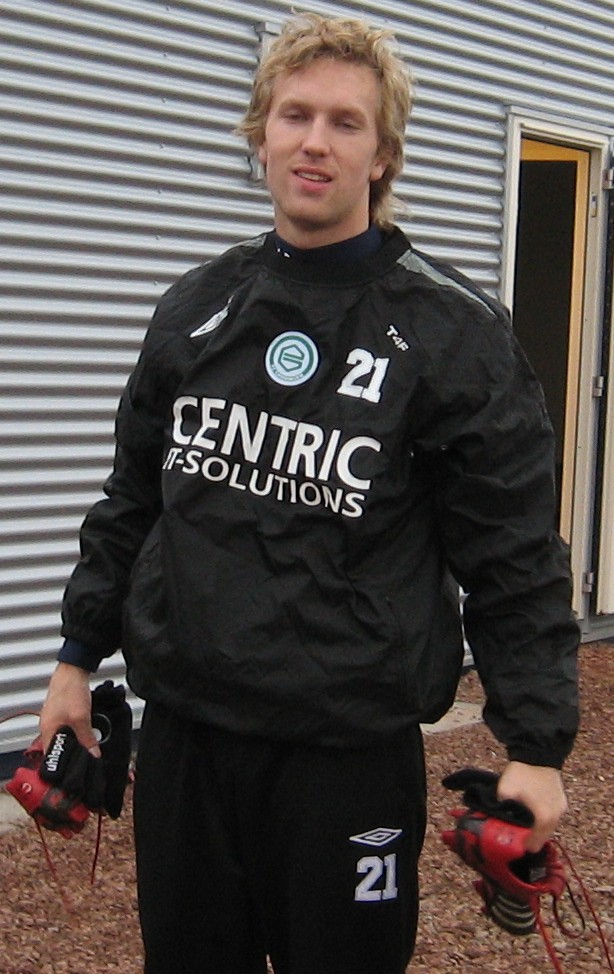
Lindgren beim Training mit dem FC Groningen 2006

Nachdem Lindgren sich als Stammkraft in der Ajax-Reservemannschaft etabliert hatte und zum Mannschaftskapitän bestimmt wurde, rückte er in der Spielzeit 2004/05 in den Kader der Wettkampfmannschaft auf. Am 13. Februar 2005 debütierte er beim 2:1-Auswärtssieg bei NAC Breda in der Eredivisie. Unter Trainer Ronald Koeman gehörte er in der Folge weiterhin zum Kader, kam aber nur unregelmäßig zum Einsatz. Da dessen Nachfolger Danny Blind trotz einer Vertragsverlängerung Lindgrens auf andere Spieler setzte, wurde der Mittelfeldmann zunächst an den Ligarivalen FC Groningen ausgeliehen.
Beim FC Groningen konnte sich Lindgren in der Mannschaft um Spieler wie Glen Salmon, Erik Nevland oder Jevgenij Levtjenko als Stammkraft durchsetzen und wurde in seiner ersten Spielzeit von Trainer Ron Jans in 32 Spielen in der Ehrendivision aufgestellt. Auch in der niederländischen Qualifikationsrunde um den Startplatz in der Qualifikation zur UEFA Champions League kam er in allen vier Spielen zum Einsatz, der Klub scheiterte jedoch in Hin- und Rückspiel in der letzten Runde an Lindgrens vorigem Klub Ajax. Aufgrund der stabilen Leistungen verpflichtete der Klub den defensiven Mittelfeldspieler ein Jahr vor seinem Vertragsende bei Ajax fest. Er konnte das in sich gesetzte Vertrauen der Klubverantwortlichen größtenteils bestätigen, wurde aber auch am 25. Oktober 2006 erstmals in seiner Karriere des Feldes verwiesen. Beim 2:1-Erfolg über Excelsior Rotterdam durch zwei Tore Nevlands sah er in der 81. Spielminute die Gelb-Rote Karte.

### Rückkehr zu Ajax und Debüt im Nationaltrikot
Nachdem Lindgren auch in der ersten Halbserie der Spielzeit 2007/08 stark aufspielte, entschied sich Ajax-Trainer Marco van Basten den Spieler in der Winterpause zurückzuholen. Als Ablösesumme überwies der Traditionsverein 24 Millionen schwedische Kronen in den Norden der Niederlande. Auch Nationaltrainer Lars Lagerbäck wurde auf den Mittelfeldspieler aufmerksam und nominierte ihn für das Länderspiel der schwedischen Landesauswahl gegen die türkische Landesauswahl im Februar 2008. Aufgrund einer Oberschenkelverletzung musste er jedoch sein Nationalmannschaftsdebüt absagen und wurde durch Andreas Dahl ersetzt. Kurze Zeit später war er wieder fit und erzielte beim 6:2-Erfolg über Sparta Rotterdam am 15. Februar sein erstes Tor für Ajax. Nachdem er bis zum Saisonende nur ein Spiel verpasst hatte, gehörte er auch in der folgenden Spielzeit an der Seite von Klaas-Jan Huntelaar, Oleguer und Luis Suárez zu den Stammkräften. Im November wurde er erneut von Lagerbäck zum Spiel der schwedischen Nationalmannschaft gegen die niederländische Elftal berufen. Am 19. November 2008 stand er bei der 1:3-Niederlage 90 Spielminuten in der „heimischen“ Amsterdam Arena auf dem Platz. Nachdem er in der Saison 2010/11 nur mehr als Ergänzungsspieler zu Einsätzen kam und da mit de Zeeuw und Enoh starke Konkurrenz auf seiner Position vorhanden war, wechselte er im Sommer 2011 nach Österreich zum FC Red Bull Salzburg.

### Neue Herausforderung in Salzburg

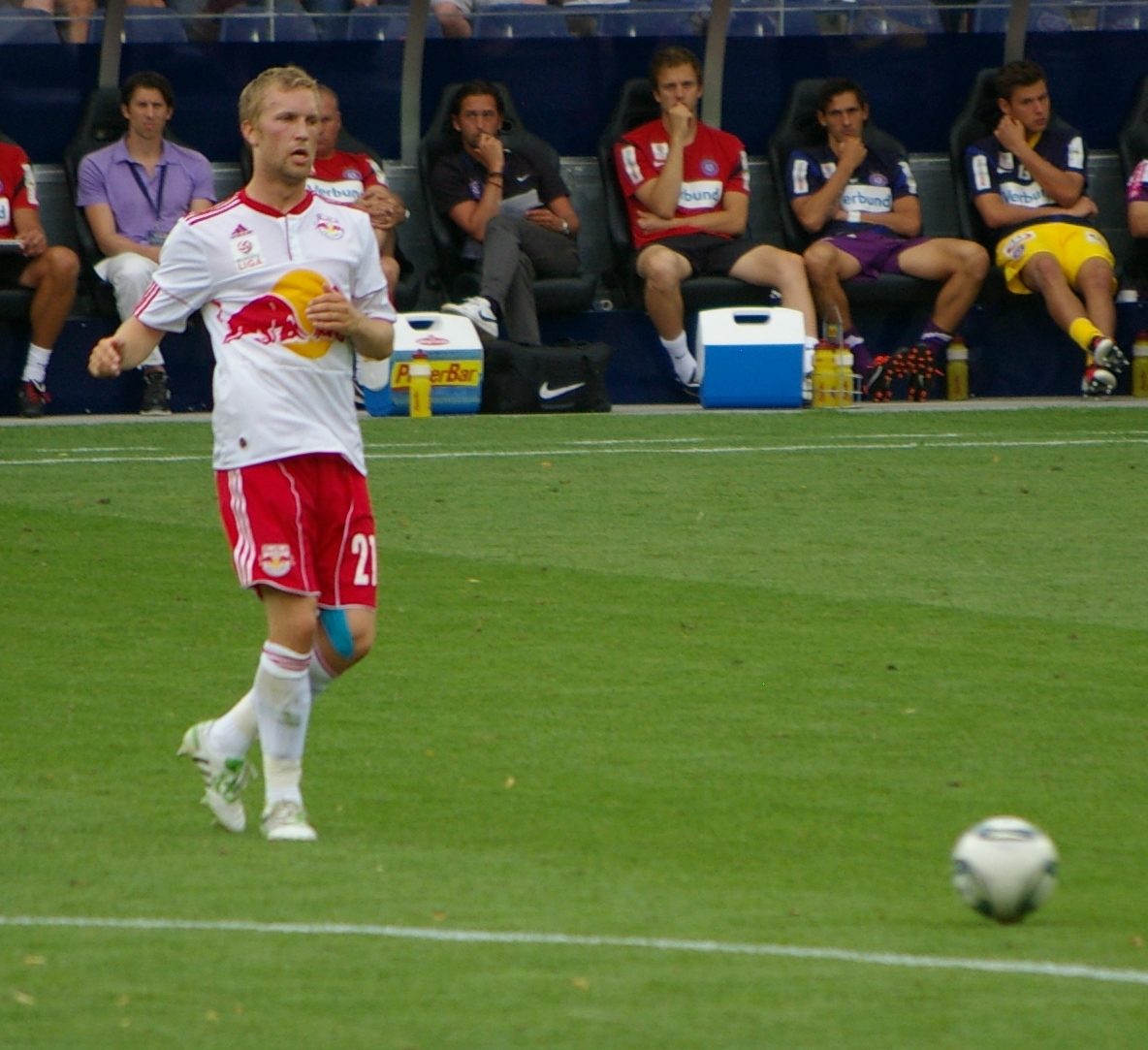
Rasmus Lindgren in seinem ersten Bundesligamatch gegen FK Austria Wien

In Salzburg unterschrieb Lindgren einen Vertrag bis 30. Juni 2013 und sollte dort mit seiner internationalen Erfahrung die Defensive verstärken. Er bekam dort, wie auch schon in Groningen, die Rückennummer „21“, die zuvor der Salzburger Rekordtorschütze und Publikumsliebling Marc Janko vor seinem Wechsel zum FC Twente Enschede trug. Sein erstes Tor für Salzburg schoss er am 27. Spieltag und zwar den 2:2-Ausgleichstreffer gegen die FC Admira Wacker Mödling. In der Saison 2011/12 kam er insgesamt zu 20 Einsätzen und erzielte ein Tor. Zu Beginn der Saison 2012/13 wurde Lindgren im Zuge der Kaderumstrukturierungen aus dem Profikader gestrichen. Ende September 2012 wurde der Vertrag in beiderseitigem Einvernehmen vorzeitig aufgelöst. Daraufhin war er vereinslos.

### Rückkehr nach Groningen
Zum 1. Januar 2013 verpflichtete ihn der niederländische Erstligist FC Groningen. Er unterschrieb einen Dreieinhalbjahresvertrag bis Ende Juni 2016.

### Karriereende in Häcken
Von 2016 an spielte Lindgren für den schwedischen Erstligisten BK Häcken. Hier beendete er 2021 seine Karriere als Fußballprofi.

## Erfolge
- 1 × Niederländischer Meister: 2011
- 1 × Gewinner KNVB beker: 2010
- 1 × Österreichischer Meister: 2012
- 1 × Österreichischer Cupsieger: 2012